# Ch’oe Sang Ryŏ
Ch’oe Sang Ryŏ, również Ch’oe Sang Ryo (kor. 최상려, ur. ?) – północnokoreański polityk i trzygwiazdkowy generał (kor. 상장) Koreańskiej Armii Ludowej. Ze względu na przynależność do najważniejszych gremiów politycznych Korei Północnej, uznawany za członka elity władzy KRLD.

## Kariera
Niewiele wiadomo o wykształceniu i przebiegu kariery zawodowej Ch’oe Sang Ryŏ przed kwietniem 1992 roku, kiedy to otrzymał nominację generalską na stopień generała-majora (kor. 소장). Awans na generała-porucznika otrzymał w kwietniu 1997 roku. Deputowany Najwyższego Zgromadzenia Ludowego KRLD, parlamentu KRLD X kadencji (tj. od lipca 1998 do września 2003 roku).
W kwietniu 2010 otrzymał stopień trzygwiazdkowego generała-pułkownika KAL (kor. 상장). Podczas 3. Konferencji Partii Pracy Korei 28 września 2010 roku został wybrany członkiem Centralnej Komisji Wojskowej KC PPK, najważniejszego organu Partii Pracy Korei odpowiedzialnego za sprawy wojskowe, a także po raz pierwszy zasiadł w samym Komitecie Centralnym.
Po śmierci Kim Dzong Ila w grudniu 2011 roku, Ch’oe Sang Ryŏ znalazł się na 67. miejscu w 233-osobowym Komitecie Żałobnym. Świadczyło to o formalnej i faktycznej przynależności Ch’oe Sang Ryŏ do grona kierownictwa polityczno-wojskowego Koreańskiej Republiki Ludowo-Demokratycznej. Według specjalistów, miejsca na listach tego typu określały rangę polityka w hierarchii aparatu władzy.